# Мовчазний чоловік
Мовчазний чоловік (англ. The Silent Man) — американський вестерн режисера Вільяма С. Харта 1917 року.

## Сюжет
Золотошукач вражає своїм багатством, але шахраї, які керують містом, забирають всі гроші у нього. Він вирішує отримати їх назад і очистити місто від шахраїв.

## У ролях
- Вільям С. Харт — «Тихий» Бадд Марр
- Вола Вейл — Бетті Брайс
- Роберт МакКім — Красунчик Джек Пресслі
- Доркас Меттх'ювз — Топаз
- Дж. П. Локні —  Хіггінс
- Джордж Ніколс — Білл Гарді
- Гертруда Клер — місіс Гарді
- Мілтон Росс — Еймс Мітчелл
- Гарольд Гудвін — Девід Брайс
- Боб Кортман — шериф